# Iglesia de la Santísima Trinidad (Alcaraz)
La iglesia de la Santísima Trinidad está ubicada en la Plaza Mayor de Alcaraz (Albacete, Castilla-La Mancha, España). Es de estilo gótico y renacentista, data de los siglos XIV y XV. La iglesia gótica debió ser terminada antes de 1492, pues en la bóveda central aparecen las armas de los Reyes Católicos sin la granada.
Actualmente es la única parroquia del municipio. Fue declarada Bien de Interés Cultural el 18 de junio de 1982. Identificador otorgado por el Ministerio de Cultura: RI-51-0004658.

## Portada

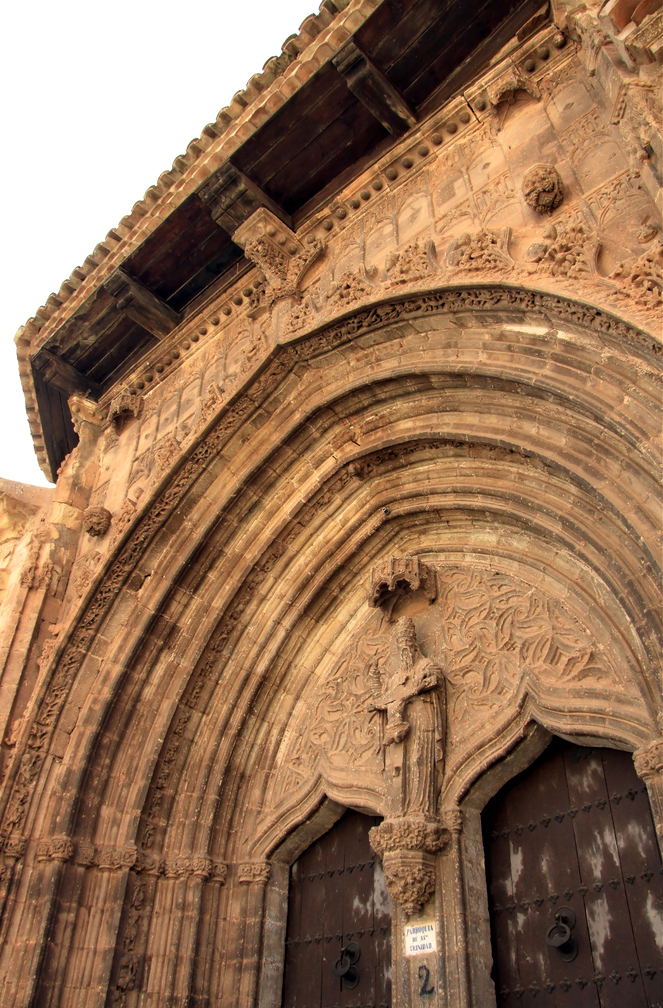
Portada principal, de estilo gótico flamígero.

La portada principal es de estilo gótico. Flanqueada por pimáculos a ambos lados. Tiene un arco exterior, de estilo ojival conopial, con florituras góticas y bustos y relieves de caballeros y santos. Los arcos interiores tienen arquivoltas. El tímpano tiene decoración vegetal y un relieve de la Santísitima Trinidad de estilo noreuropeo; Dios Padre abranzando al Cristo y la figura del Espíritu Santo.

## Interior de la Iglesia
Es de tres naves, la central más elevada y cuatro tramos. De crucería ojival, con estrellas de cuatro puntas en la nave central. En la bóveda central las armas de los Reyes Católicos. Las columnas tienen capiteles corridos. Destaca en el lado de la epístola del presbiterio una capilla renacentista con una bóveda vaída de clara influencia vandelviresca, si acaso no fue realizada por este arquitecto alcaraceño.

## Capillas
Posee varias capillas laterales; del Nazareno, de la Soledad, de Pedro de Aragón, que semeja un arco de triunfo. 

## Claustro
Es renacentista. Tres arcadas en tres de sus frentes, pues el lado de la iglesia no tiene arcadas.

## Baptisterio
También llamada capilla del Bautismo. Es un añadido renacentista en el lado del evangelio. Da a la Plaza Mayor donde tiene puerta de entrada. Es de planta cuadrada de siete metros de lado y la cúpula en su interior está dividida en casetones de tamaño decreciente, de estilo valdenviriano, pues recuerda al Salvador de Úbeda. En su interior se halla la pila bautismal y actualmente sigue ejerciendo esa función religiosa. En el exterior, en uno de sus lados, hay una claraboya sobre la que se eleva un relieve con el escudo de Alcaraz y una inscripción que refiere la fecha de 1592 como fecha de construcción. La portada principal es arco de medio punto, flanqueado por columnas, sobre el entablamento hay una hornacina en la que se alza la estatua de San Sebastián, dicha hornacina está flanqueada por columnillas sujetas por figuras con ropajes vistosos. Corona la hornacina un frontón curvo decorado con motivos de jarrón.

## Torre de la Trinidad

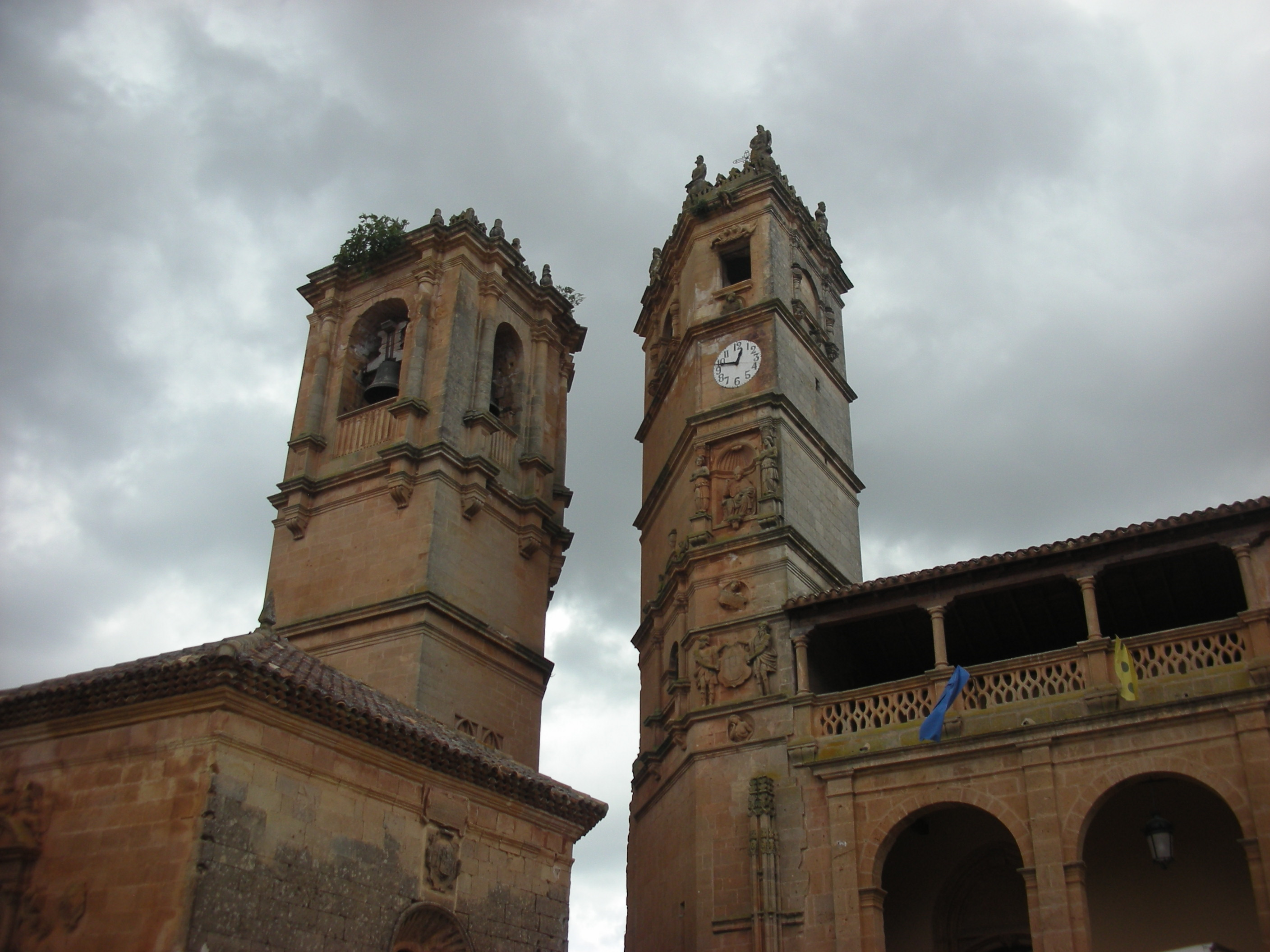
Torres de la Trinidad y del Tardón.

Sobria y elegante. El primer cuerpo tiene ventanales ciego góticos y el resto es renacentista. En el cuarto cuerpo se levanta el campanario. La imagen plástica que otorga esta torre junto con la Torre del Tardón, elevada a pocos metros al otro lado de la calle, es una de las más conocidas de la provincia de Albacete y de las más reproducidas en guías de arte e historia.

## Tablas de Juan de Borgoña
Descubiertas en el año 2020 bajo gruesas capas de yeso en el retablo mayor de la iglesia, se encontraron ocho tablas originales del maestro Juan de Borgoña. Corresponden a las escenas de La Anunciación, La Natividad, La adoración de los Reyes Magos, La presentación en el templo, La huida a Egipto, Jesús entre los doctores, Llanto sobre Cristo muerto y La misa de san Gregorio. Una vez restauradas se reinstalarán en el altar en julio de 2022, junto al grupo escultórico con toda probabilidad obra de Diego Copín de Holanda.